# ۱۳۹۶ (میلادی)
۱۳۹۶ (میلادی) هزار و سیصد و نود و ششمین سال تقویم میلادی است.

## درگذشتگان
‎